# 艾伯特·怀特 (跳水运动员)
艾伯特·怀特（英語：Albert White，1895年5月14日—1982年7月8日），美国男子跳水运动员。他曾代表美国参加1924年夏季奥林匹克运动会跳水比赛，获得男子跳板和男子跳台金牌。